# Amanda Abbington

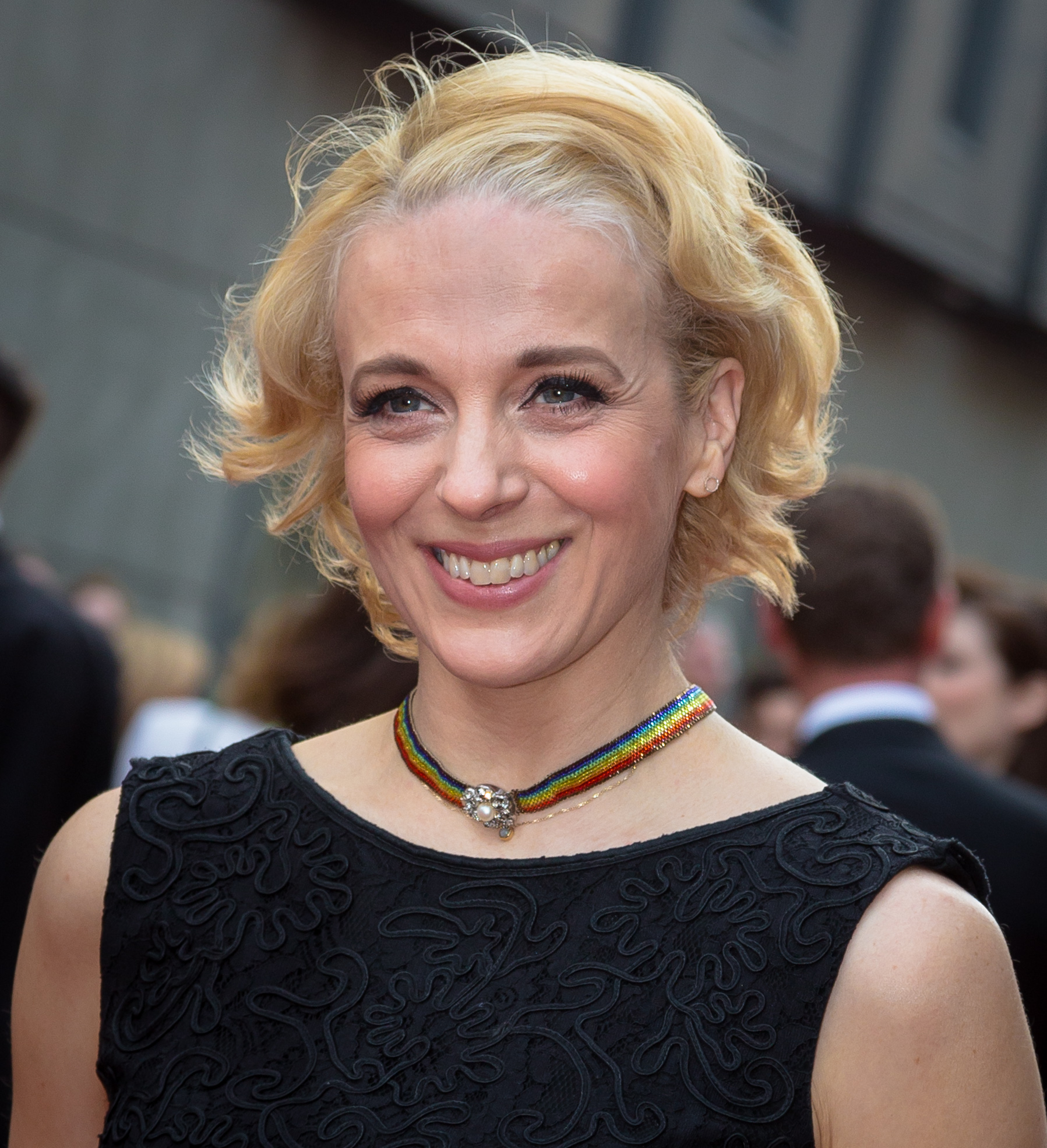
Amanda Abbington (2015)

Amanda Abbington (* 28. Februar 1974 als Amanda Jane Smith im Vereinigten Königreich) ist eine britische Schauspielerin, die durch ihre Rollen in den Fernsehserien Mr Selfridge und Sherlock bekannt wurde.

## Leben
Abbington trat erst im Theater auf und kam im Jahre 1996 zum Film. In dieser Zeit spielte sie kleine Rollen. Im englischsprachigen Raum wurde sie durch die Serien Man Stroke Woman und Kaum bist du fort bekannt. Nebenbei spielte sie in einigen Werbespots mit. Der Durchbruch gelang ihr mit der Rolle der Miss Mardle in Mr Selfridge (seit 2013) und der der Mary Morstan in der BBC-Fernsehserie Sherlock (seit 2014).
Seit dem Jahr 2000 stand sie mit ihrem Schauspielkollegen und Partner Martin Freeman in verschiedenen Produktionen gemeinsam vor der Kamera. Die beiden haben zwei gemeinsame Kinder (* 2006 und * 2008) und lebten in Hertfordshire. Ende 2016 gaben Abbington und Freeman ihre Trennung bekannt. Sie ist seit 2021 mit Jonathan Goodwin verlobt.

## Filmografie (Auswahl)
- 1993–1999, 2007: The Bill (Fernsehserie, 7 Episoden)
- 1997: Plotlands (Fernsehserie, 6 Episoden)
- 1997: Wycliffe (Fernsehserie, Episode 4x01)
- 1998: No Sweat (Fernsehserie, Episode 2x05)
- 1998: Magic With Everything (Fernsehserie, 6 Episoden)
- 1998: Picking up the Pieces (Fernsehserie, 8 Episoden)
- 1999: Casualty (Fernsehserie, Episode 13x22)
- 1999: Dream Team (Fernsehserie, 2 Episoden)
- 1999: Snap (Fernsehserie, Episode 3x07)
- 2000: The Thing About Vince (Fernsehserie, 2 Episoden)
- 2000: The Sins (Miniserie, 2 Episoden)
- 2001: Men Only (Fernsehfilm)
- 2001: Hearts and Bones (Fernsehserie, Episode 2x06)
- 2001: Shades (Miniserie, Episode 1x05)
- 2002: Always and Everyone (Fernsehserie, 3 Episoden)
- 2002: 20 Things to Do Before You’re 30 (Fernsehserie, 8 Episoden)
- 2003: The Dept (Fernsehfilm)
- 2004: Coupling – Wer mit wem? (Coupling, Fernsehserie, 2 Episoden)
- 2004: Bernard’s Watch (Fernsehserie, 9 Episoden)
- 2004: Teachers (Fernsehserie, Episode 4x03)
- 2005: The Robinsons (Fernsehserie, 4 Episoden)
- 2005: Derailed (Fernsehfilm)
- 2005–2006: The Booze Cruise (Miniserie, 2 Episoden)
- 2005–2007: Man Stroke Woman (Fernsehserie, 12 Episoden)
- 2007: Doc Martin (Fernsehserie, Episode 3x07)
- 2007: Das Chaos – Gar nicht allein zu Haus! (The All Together)
- 2007: Sold (Fernsehserie, Episode 1x06)
- 2007–2008: Kaum bist du fort (After You’ve Gone, Fernsehserie, 21 Episoden)
- 2008: Coming Up (Fernsehserie, Episode 6x04)
- 2008: Die Katze im Taubenschlag (Agatha Christie’s Poirot; Fernsehserie, Episode 11x02, Cat Among the Pigeons)
- 2008: Harley Street (Fernsehserie, Episode 1x02)
- 2009: Psychoville (Fernsehserie, Episode 1x01)
- 2010: Married Single Other (Fernsehserie, 6 Episoden)
- 2011: Swinging with the Finkels
- 2011: Ghosted – Albtraum hinter Gittern (Ghosted)
- 2011–2013: Case Histories (Fernsehserie, 9 Episoden)
- 2012: Being Human (Fernsehserie, Episode 4x06)
- 2013–2016: Mr Selfridge (Fernsehserie, 36 Episoden)
- 2014: Dinopaws (Fernsehserie, 10 Episoden, Stimme)
- 2014–2017: Sherlock (Fernsehserie)
- 2015: Cuffs (Fernsehserie, 8 Episoden)
- 2016: Stag (Miniserie, 2 Episoden)
- 2016: Another Mother’s Son
- 2017: Das krumme Haus (Crooked House)
- 2018: Safe (Fernsehserie, 8 Episoden)
- 2021: Wolfe (Fernsehserie)
- 2022: The Lost King
- 2022: Das Netz – Prometheus (Fernsehserie)

## Auszeichnungen (Auswahl)
- 2014: Crime Thriller Award als beste Nebendarstellerin in der BBC-Fernsehserie Sherlock